# Federación Cubana de Baloncesto
Der Kubanische Basketballverband (spanisch Federación Cubana de Baloncesto) ist der offizielle Sportverband für Basketball in Kuba. Er hat seinen Sitz in Havanna.

## Geschichte und Aufgaben
Der Verband wurde 1937 gegründet und ist Mitglied der Fédération Internationale de Basketball (FIBA) und damit auch Mitglied der FIBA Amerika.
Präsidentin des Verbandes ist, Stand Juli 2025, Dalia Hernández, Generalsekretär ist José Andrés Ramírez.
Der Verband ist für die Organisation, Leitung und Entwicklung des Basketballsports in Kuba verantwortlich. Der Verband vertritt den Basketballsport gegenüber Behörden sowie nationalen und internationalen Sportorganisationen.
Zusätzlich verteidigt der Verband auch die moralischen und materiellen Interessen des Kubanischen Basketballs. Der Verband organisiert die Nationale Meisterschaft und ist für die Kubanische Basketballnationalmannschaft und die Kubanische Basketballnationalmannschaft der Damen verantwortlich.

## Fakten zum Verband
| Kriterium               | Fakten              |
| ----------------------- | ------------------- |
| Gründungsjahr           | 1937                |
| Jahr des FIBA-Beitritts | 1937                |
| Kontinental Verband     | FIBA Amerika        |
| Sitz des Verbandes      | Havanna             |
| Präsidentin             | Dalia Hernández     |
| Generalsekretär         | José Andrés Ramírez |
| Höchste Liga            |                     |
| Sonstiges               |                     |